# Калхун (округ, Техас)
Округ Калхун (англ. Calhoun county) — округ штата Техас Соединённых Штатов Америки. На 2000 год в нем проживало 20 647 человек. По оценке бюро переписи населения США в 2008 году население округа составляло 20 406 человек. Окружным центром является город Порт-Лавака.

## История
Округ Калхун был сформирован в 1846 году из участков округов Джэксон, Матагорда и Виктория. Он был назван в честь Джона Колдуэлла Кэлхуна, седьмого вице-президента США.

## География
По данным бюро переписи населения США площадь округа Калхун составляет 2673 км², из которых 1327 км² — суша, а 1346 км² — водная поверхность (50,36 %).